# Scoletta dei Calegheri
La Scoletta dei Calegheri è un edificio di Venezia, che fu la sede storica dell'Arte dei Calegheri (i calzolai in veneziano). È ubicata nel sestiere di San Polo, in campo San Tomà, di fronte alla chiesa di San Tomà ed a pochi passi dalla basilica di Santa Maria Gloriosa dei Frari. La Scoletta ospita la Biblioteca di San Tomà.

## Storia
La Scuola dei Calegheri fu fondata nel 1383 sotto il patronato di sant'Aniano, il ciabattino guarito e convertito da san Marco. L'arte riuniva i calegheri, che fabbricavano scarpe e stivali, e gli zavatieri, che invece facevano ciabatte e zoccoli. Le prime attività della scuola furono presso la chiesa conventuale di Santa Maria della Carità dove, appunto, veniva venerato il corpo di sant'Aniano. Nel 1446 la Scuola decise di acquistare un edificio presso san Tomà e, dopo i lavori di ristrutturazione, vi si trasferirono pienamente nel 1478.
La Scuola poteva disporre di una porzione dell'antico portico della chiesa di san Tomà per la sepoltura dei propri defunti. Inoltre possedeva un altare, il secondo a sinistra dell'aula nella ristrutturazione seicentesca della chiesa, ornato dalla pala di Giovanni Fazioli San Marco guarisce il calzolaio Aniano (1789 o ante), posta in sostituzione di un dipinto di Palma il Giovane. Nello stesso altare, con la licenza dei Provveditori sopra Monasteri del 1793, fu trasferito dalla Carità il corpo di sant'Aniano, protettore della Scuola.
Poco prima della caduta della Repubblica si radunavano nell'arte circa 1200 persone, distribuite in 350 botteghe. Nei verbali di confisca a seguito delle soppressioni napoleoniche la scuola conteneva 12 quadri, considerati dall'esecutore di «niun pregio ed in cattivo stato».
Dopo la soppressione l'edificio passò in mano privata e fu per lungo tempo un negozio di mobili; alla fine del Novecento fu acquistato dal comune di Venezia ed adibito a biblioteca di quartiere.

## Descrizione
Sulla semplice facciata a capanna in laterizio risalta il grande portale dal tipico arco inflesso veneziano, culminato da un fiorone. Nella lunetta ogivale sta un bassorilievo attribuito ad Antonio Rizzo (1478) – reso particolare dai consistenti resti di dipintura policroma sulle vesti, gli alberi e lo sfondo – che rappresenta San Marco che guarisce sant'Aniano. 
Sulla trabeazione sotto la lunetta tre raffigurazioni di calzature fanno da contorno alla seguente iscrizione:  MCCCCLXXVII   ADI’ XIIIIII  SENTBRIO NE TẼPO M̃ POLO DE  MAS  LUCHA DE GRIGNOL   ZUANE.

Sopra, al centro della facciata, tra due finestre ad arco, si trova un altro bassorilievo che raffigura la Madonna della Misericordia adorata dai confratelli. Opera considerata della seconda metà del Trecento, in quanto vicina ai modi di Filippo Calendario e Andriolo de Santi, fu prelevata da Michelangelo Guggenheim dai resti della abbattuta chiesa dei Servi per poi donarla all'Accademia. Fu infine qui ricollocata nel 1928, privata però dell'incorniciatura originale documentata dal Grevembroch.

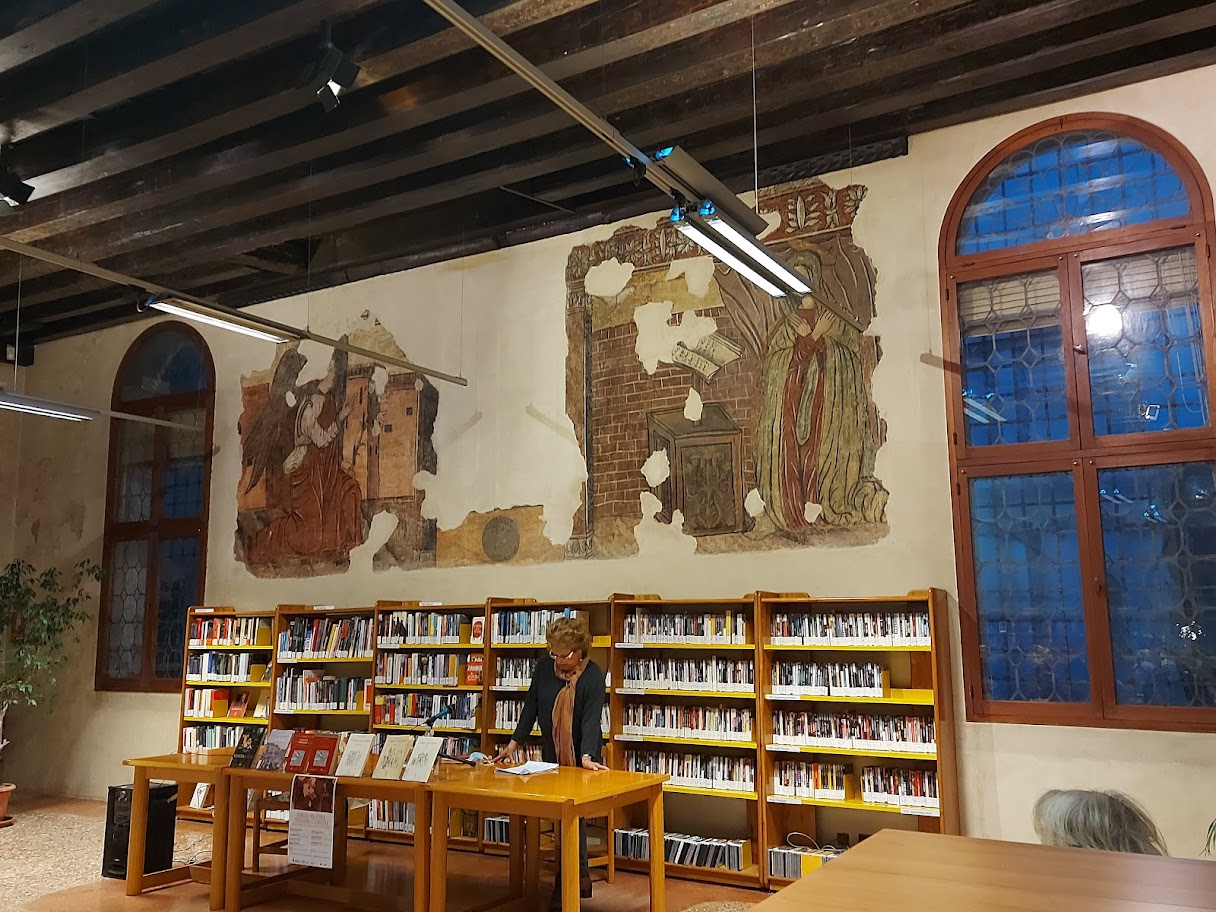
La biblioteca di San Tomà

All'interno della scuola restano, nella sala principale, alcune tracce degli affreschi anonimi, datati al XV secolo, tra cui si riconoscono un'Annunciazione ed alcuni Santi.
Al primo piano della scoletta è ubicata la biblioteca di San Tomà che si sviluppa in un unico spazio attrezzato con tavoli e divanetti per consentire sia lo studio che la lettura. Grazie al servizio gratuito di prestito interbibliotecario,  è possibile richiedere i libri che fanno parte del patrimonio di circa 400.000 volumi della Rete Biblioteche Venezia. Direttamente da casa, on line, è possibile richiedere qualsiasi libro, film, cd musicale della Rete Biblioteche Venezia e farselo recapitare in biblioteca.

## Galleria d'immagini

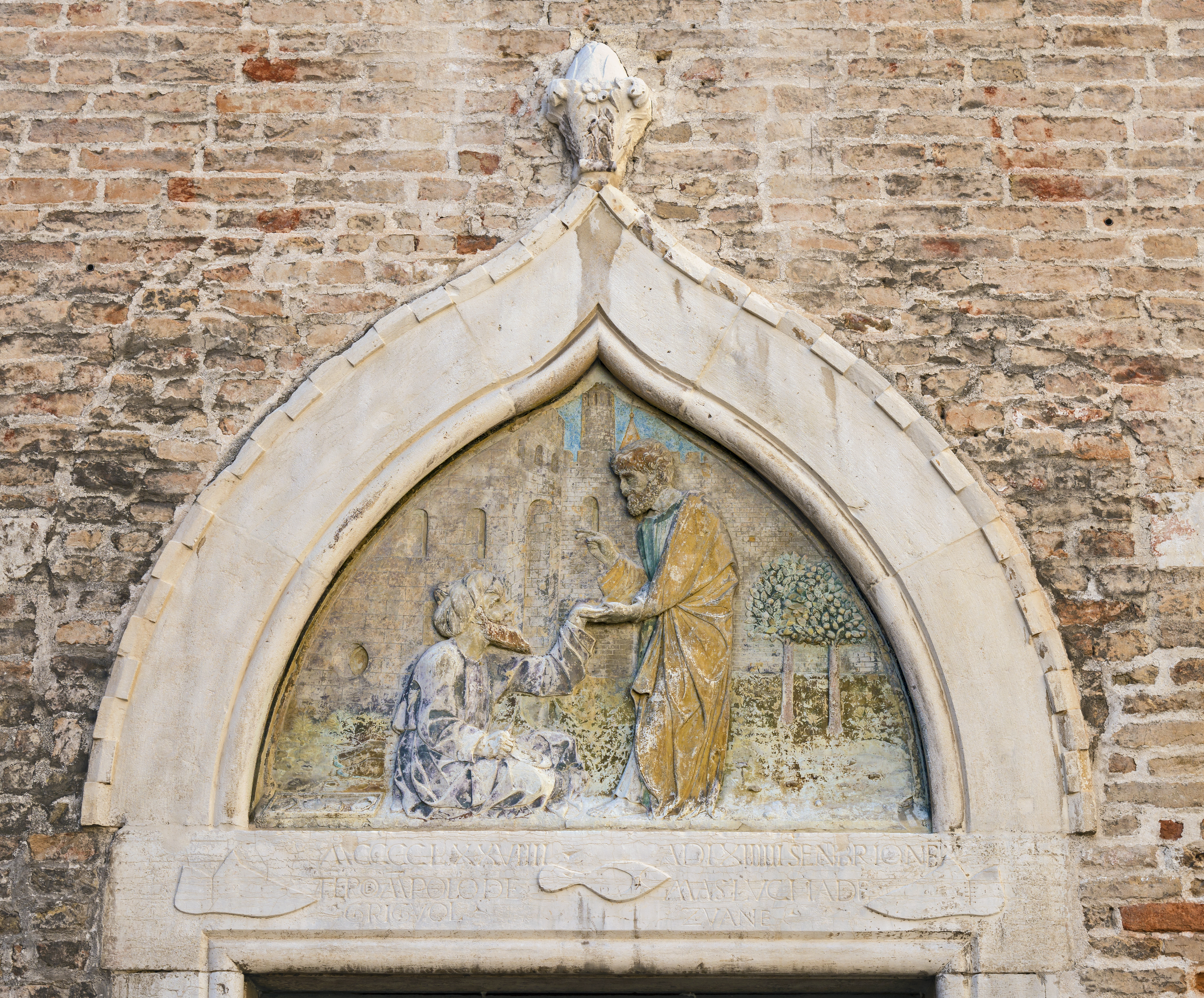
Il bassorilievo di Antonio Rizzo
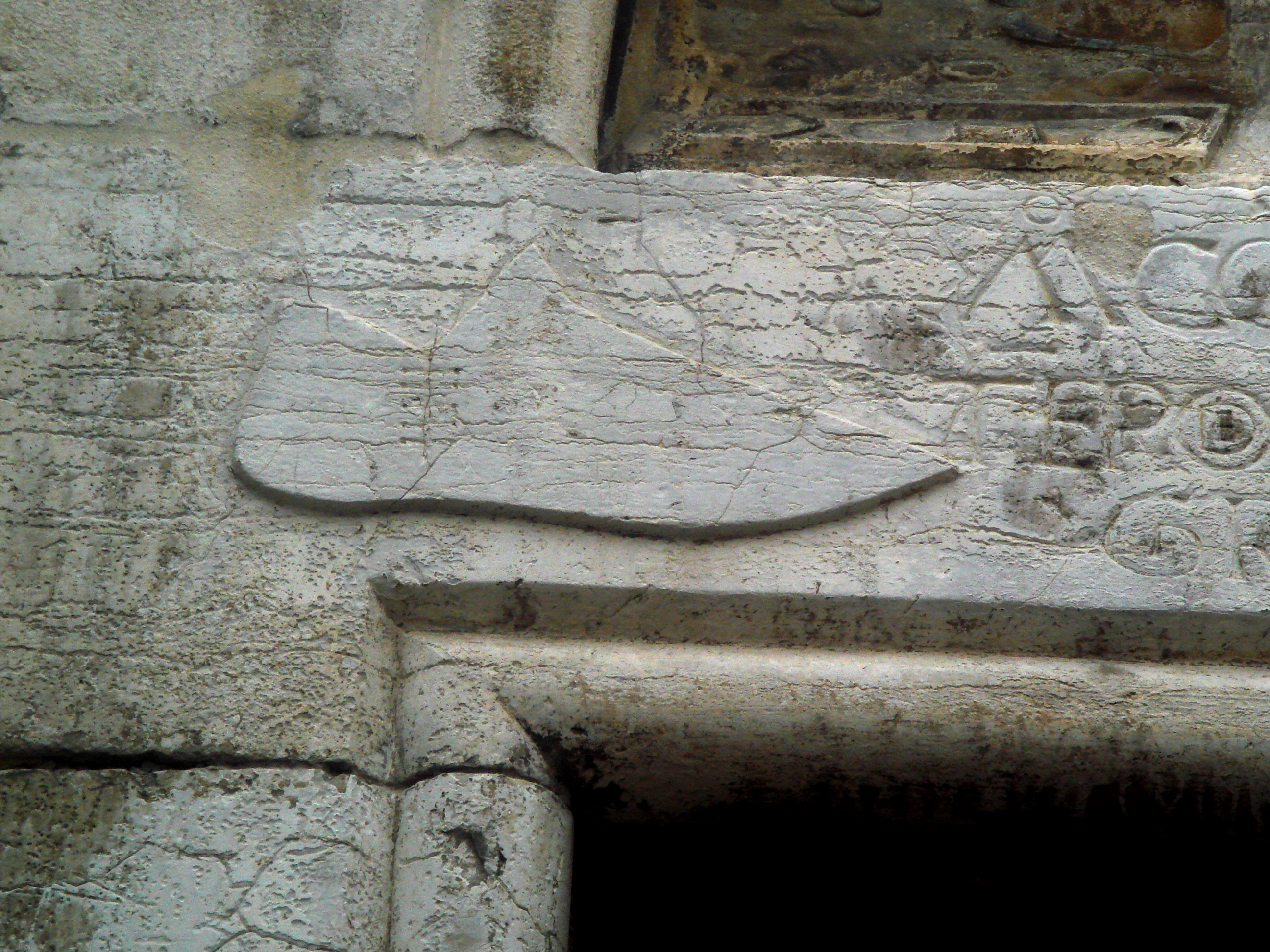
Particolare scolpito dell'architrave del portale
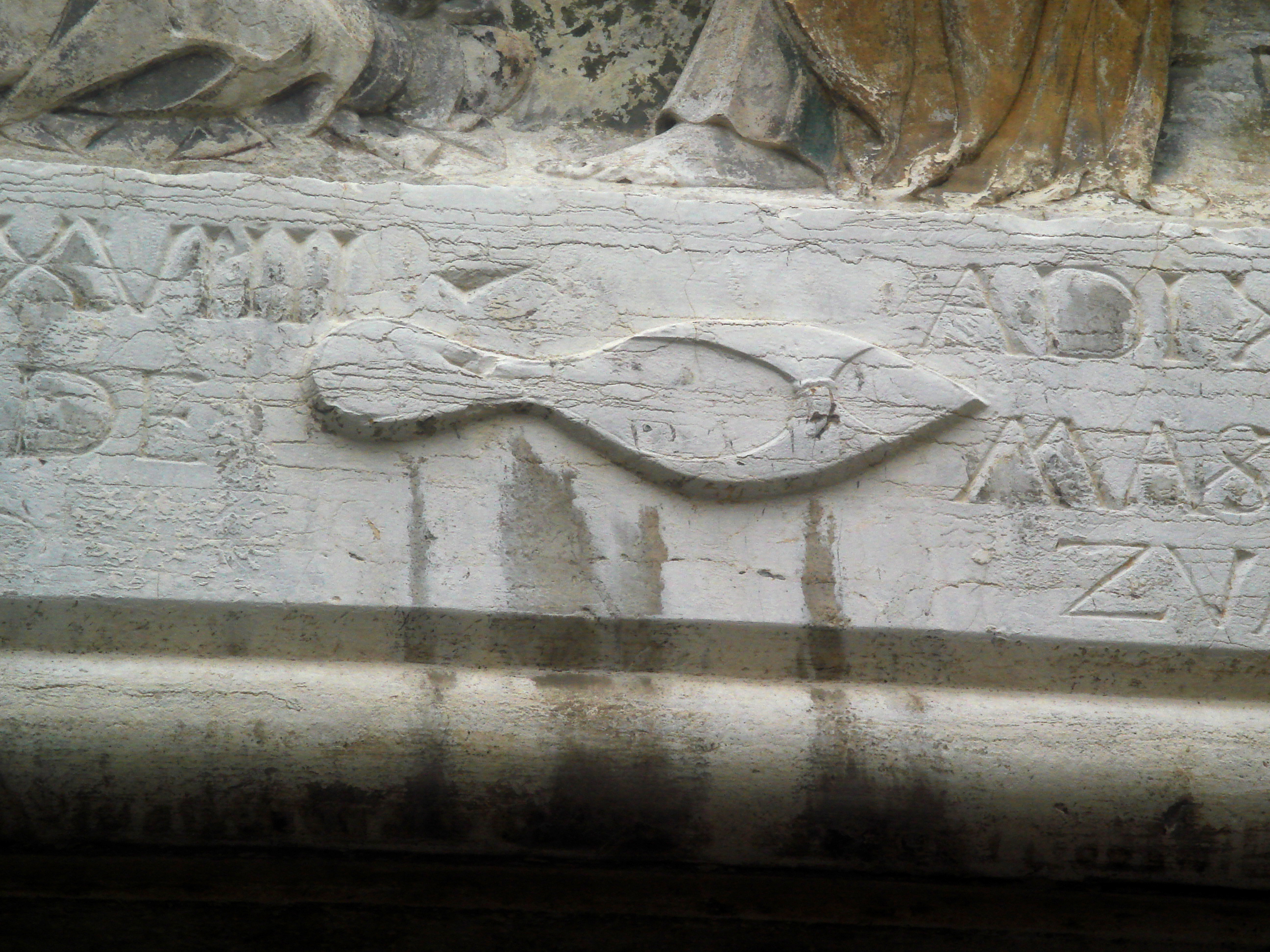
Particolare scolpito dell'architrave del portale
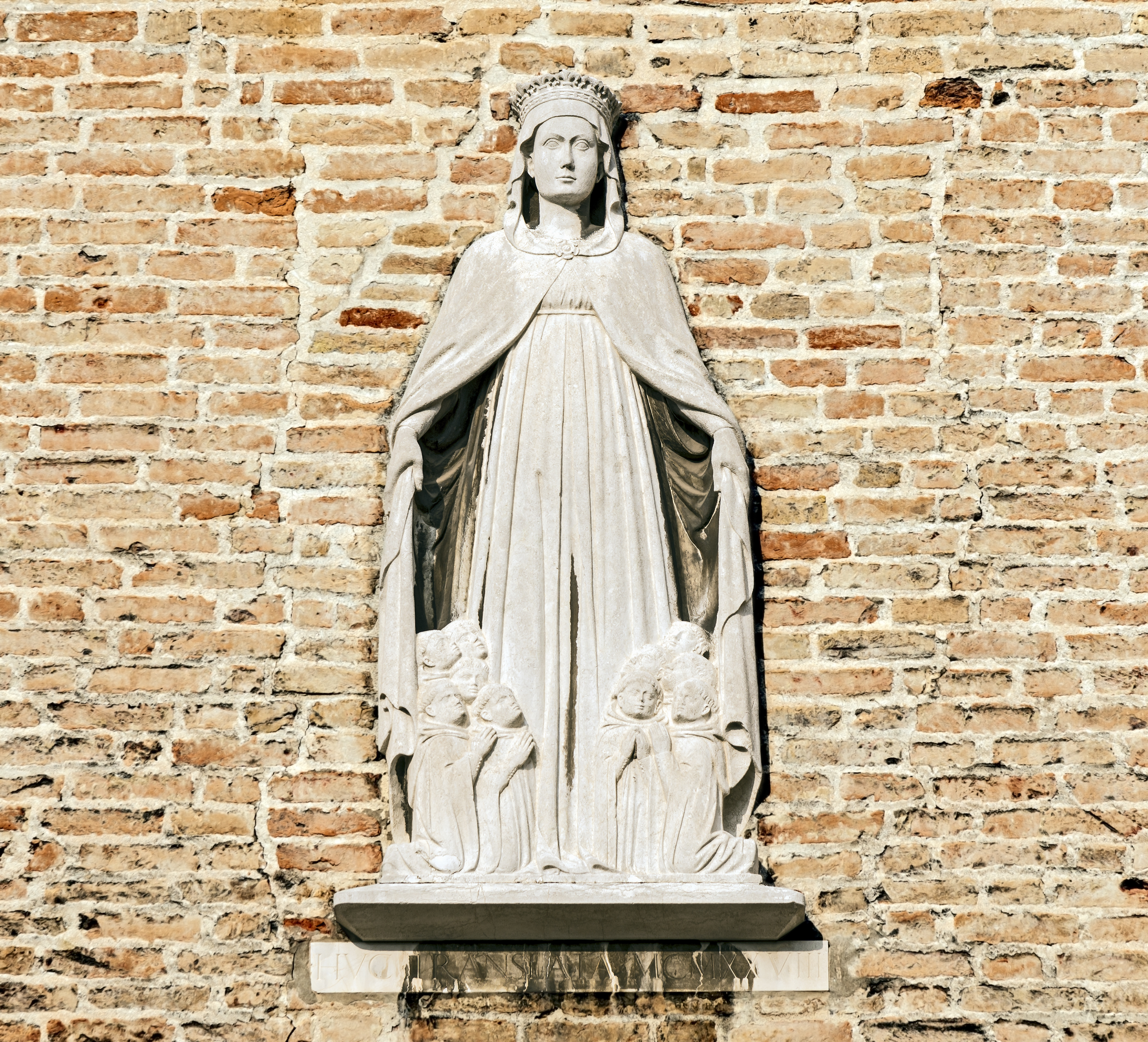
Bassorilievo della Madonna della Misericordia
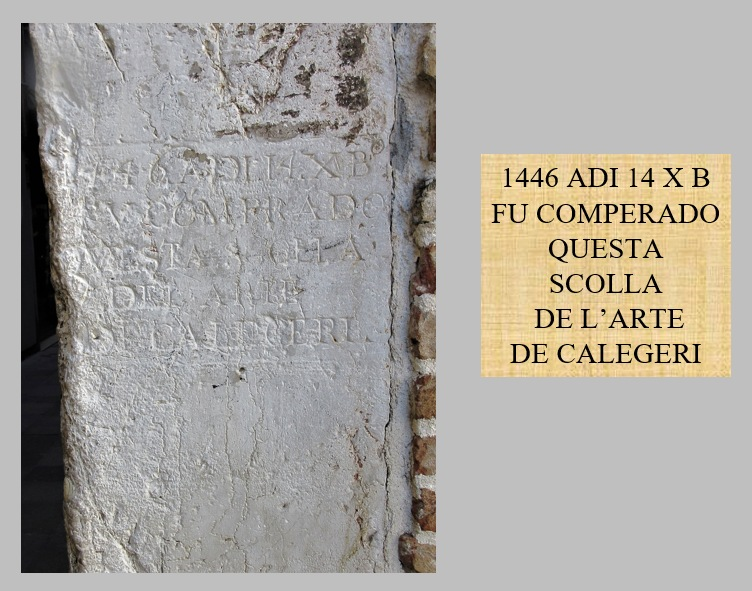
data di acquisto 1446
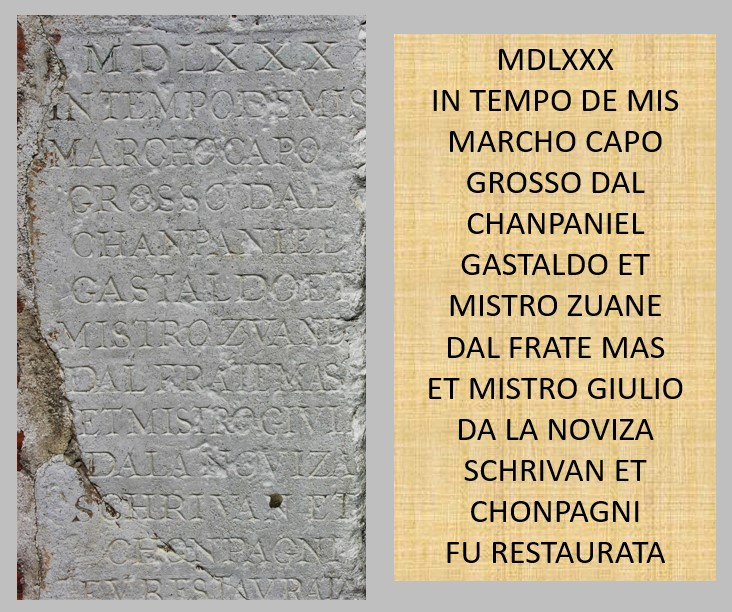
restauro del 1580